# SV Schermbeck
Sportverein Schermbeck 1912 e.V. é uma agremiação esportiva alemã, fundada em 1912, sediada em Schermbeck, na Renânia do Norte-Vestfália.
Além do futebol, a associação possui departamentos de atletismo, badminton, handebol, natação, tênis de mesa e pólo aquático.

## História

o antigo SV Schermbeck

Um grupo informal de ginástica surgiu em Schermbeck no verão de 1912 e, com o apoio do clube local Weseler Turnverein, um encontro esportivo foi realizada a 16 de agosto daquele ano para arrecadar fundos para o estabelecimento de um novo clube, o que levou levou à formação do Schermbecker Turnverein que reivindicou uma adesão de 62 membros até 1 de janeiro de 1913.
O clube suspendeu as suas atividades em meados de 1917 por causa da Primeira Guerra Mundial, não promovendo esporte novamente até final de 1919, após o fim do conflito.
Um departamento de futebol logo foi formado. No entanto, no início dos anos 30 a popularidade do esporte na área de Schermbeck foi desafiado por um entusiasmo local para o fistball. O clube de futebol Grün-Weiß Schermbeck, formado em 1934, se fundiu com o TV Schermbeck a 1 de novembro de 1934 para formar o Turn- und Sportverein Schermbeck em uma tentativa de manter um departamento de futebol dentro do clube. No entanto, apenas as equipes da juventude se mantiveram ativas em 1937.
O colapso posterior de gestão do clube e da eclosão da Segunda Guerra Mundial levaram a associação novamente a suspender as operações. Depois da guerra o clube foi restabelecido como Spielverein Schermbeck e incluiu departamentos de futebol e atletismo.
O clube teve algum sucesso limitado na década de 60, avançando fora de sua liga local e em nível de competições distritais. No final dos anos 90, o Schermbeck fracassou em sua tentativa de ganhar a promoção para a Westfalen Landesliga (VI) por três vezes consecutivas, até que finalmente avançou à Landesliga Westfalen (VI), em 2000, e depois ganhou a promoção para a  Verbandsliga Westfalen (V) na temporada seguinte.
Em apenas duas temporadas depois o clube foi novamente promovido, desta vez para a Oberliga Westfalen (IV). Depois de dois 13º lugar, foi rebaixado em 2006, após um 16º, mas retornou rapidamente à Oberliga após obter o título da Verbandsliga na temporada 2006-2007.

## Títulos
- Landesliga Westfalen (VI) Campeão: 2001;
- Verbandsliga Westfalen (V) Campeão: 2003, 2007;